# Szelényi Emília
Szelényi Emília, Szelényi Emília Mária Johanna (Sátoraljaújhely, 1858. szeptember 16. – Kolozsvár, 1924. január 25.) magyar énekesnő.

## Családja
Apja Szelényi Károly Zempléni megyei főszámvevő, 1848-as honvédszázados, anyja Rátz Mária. Lánya Szelényi Lili színésznő, veje Neményi László színigazgató, unokája Neményi Lili színésznő.

## Pályafutása
1858. szeptember 19-én keresztelték Sátoraljaújhelyen. 1877. augusztus 26-ától a Népszínház tagja volt. Két évvel később követően vidéken játszott (Kassa, Zombor, Debrecen, Nagyvárad, Szeged, Kolozsvár). 1904. január 20-án ülte első jubileumát. Lőcsén, a Kassai diák című operettben. Főként zenés darabokban láthatta a közönség, de komikai szerepekben is feltűnt. 1913-ban vonult nyugdíjba. 

## Fontosabb szerepei
- Prokopné (Lehár Ferenc: Pesti nők)
- Harriet (Stone: Lotti ezredes)
- Clytaimnestra (Offenbach: Szép Heléna)
- Gonosz mostoha (Kacsóh Pongrác: János vitéz)

## Működési adatai
- 1879: Temesváry Lajos;
- 1891–93: Mezey János;
- 1893–94: Szerdahelyi József;
- 1894–95: Bessenyei Miklós;
- 1895–96: Hatvani Károly;
- 1896–1899: Kúnhegyi Miklós;
- 1898: B. Polgár György;
- 1899–1905: Halmay Imre;
- 1905–1906: Makó Lajos;
- 1906–07: Farkas Ferenc;
- 1907–09: Szabados László;
- 1909–1910: Hevesi József;
- 1912–13: Neményi.